# Médiation citoyenne
La « médiation citoyenne » est un moyen de résoudre les différends de voisinage en faisant appel à des personnes extérieures à un différend, sans passer par le système judiciaire.
Dans les querelles entre voisins, nuisances relationnelles, incluant les relations de copropriétaires, différends bornages, etc., la « médiation citoyenne » est un moyen mis en place initialement par des associations et notamment les Boutiques de Droit (information juridique) pour éviter la lourdeur d'une procédure.

## Historique
La médiation citoyenne est aussi appelée médiation sociale ou médiation de quartier.
Souvent, c'est l'encombrement des tribunaux qui a été à l'origine du développement en France de cette forme de médiation. Mais il y a également d'autres principes qui sous-tendaient et sous-tendent la mise en place de ce type de médiation :
- recréer un lien social dans les quartiers ;
- permettre aux citoyens bénévoles de s'impliquer.
En Californie, aux USA, plus précisément à San Francisco, les community boards se sont développées. Il s'agit d'une forme de type institutionnel du règlement des différends en privilégiant le dialogue entre des bandes rivales.
Au Québec, les organismes de justice alternative du Québec (OJA) et leurs regroupements (Équijustice et ASSOJAQ) ont mis en place une structure de médiation citoyenne bien particulière. Leurs intervenants, médiateurs professionnels, forment, encadrent et soutiennent des médiateurs bénévoles issus des communautés dans lesquelles sont implantés les unités de médiation.

## Développement
Depuis le début du XXIe siècle, cette forme de médiation a aussi attiré des médiateurs professionnels.